# 텔레비시온 에스파뇰라
텔레비시온 에스파뇰라(스페인어: Televisión Española, 카탈루냐어: Televisió Espanyola, TVE)는 스페인의 공영 방송 RTVE의 텔레비전 전담 방송국이다. 광고 수익과 정부 조성금에 의해 운영되고 있다.

## 채널 목록
- TVE1 (라 우노; 라 1): 1956년 10월 28일 개국하였다. HD 방송은 2014년 1월 1일부터 하고 있다.
- TVE2 (라 도스; 라 2): 1966년 11월 15일 개국하였다. HD 방송은 2017년 10월 31일부터 하고 있다.
- 카날 24 오라스(Canal 24 Horas): 1997년 9월 15일 개국한 뉴스 전문 채널이다. HD 방송은 2019년 12월 1일부터 Hotbird 위성을 통해, 2021년 2월 23일부터 지상파를 통해 하고 있다.
- 클란 TVE (Clan TVE):2007년 1월 1일 개국한 어린이 전문 채널이다. HD 방송은 2017년 10월 31일부터 하고 있다.
- 텔레데뽀르테 (TeleDeporte): 1994년 2월 14일 개국한 스포츠 전문 채널이다. HD 방송은 2014년 1월 1일부터 하고 있다.
- TVE 인테르나시오날 (TVE internacional): 1989년 12월 1일 개국한 국제 방송 채널이다.

### 없어진 채널
- 카날 클라시코 (Canal Clasico):클래식 음악 전문 채널이었다. 2010년 9월 폐국되었다.
- 쿨투랄레스 (Cultural·es):문화 채널로, 2009년 4월 23일 Docu TVE (1992년 개국한 다큐멘터리 전문 채널)를 확대 개편해 재개국했다. 2011년 1월 1일 폐국되었다.
- TVE HD : HD 채널로, 2013년 12월 31일 La 1 HD로 바뀌었다.
- AluCine: 공포 영화나 기타 영화를 방송하는 채널이었고, 1991년 1월 11일부터 1992년 11월 27일까지는 TVE1에서 방송되었고, 1993년 1월 15일부터 1998년 9월 26일까지 TVE2에서 방송되었다. 채널은 1997년 개국하였으나, 2000년에는 정치적 문제로 폐국되었다.

TVE1과 TVE2는 아날로그 지상파로도 송출되었으며, TVE 인테르나시오날을 제외한 모든 채널들은 디지털 지상파로도 방송되고 있으며, 모든 채널들은 위성 방송으로도 볼 수 있다.

## 방송시간
- 1980년대 중반까지만 하더라도 TVE는 오전 10시가 되어서야 본방송을 시작하였다. 이후 1980년대 후반부터는 오전 8시, 1990년대 초반부터는 평일과 토요일에는 오전 7시 30분, 일요일에는 오전 8시부터 방송을 시작하였다. 방송종료 시간은 1990년대 초반의 경우 익일 새벽 1~3시경이었다.
- 2008년 현재는 TVE에서 운영하는 모든 채널이 24시간으로 방송되고 있다.

## 기타
- 민영 텔레비전 방송국이 개국하면서 시청률이 민방에게 밀리고 있다.
- 스페인 국왕 후안 카를로스 1세의 크리스마스이브 연설방송시에는 높은 시청률을 기록하고 있다.(참고로 이 연설은 다른 스페인 방송국에서도 방송하고 있다.)

## 뉴스 프로그램
TVE의 뉴스 프로그램은 다음과 같다.
- 텔레디아리오 (Telediario) - TVE의 대표적인 뉴스. TVE1, 카날 24 오라스, TVE 인테르나시오날에서 아침, 15:00, 21:00에 방송된다.
- 라 도스 노티시아스 (La 2 Noticias) - TVE2에서 방송되는 뉴스로 1990년 중반의 아침 정보 프로그램으로 시작하였다. 현재는 밤 22:00에 방송된다.
- 지역 뉴스 - TVE1에서 14:00에 방송된다. 각 지역별 뉴스 프로그램은 아래와 같다.
  - TVE 안달루시아(Andalucía): Noticias Andalucía (스페인어) - 1970년 이래로
  - TVE 아라곤(Aragón): Noticias Aragón (스페인어) - 1979년 이래로
  - TVE 아스투리아스(Asturias): Panorama regional (스페인어) - 1974년 이래로
  - TVE 발레아레스(Baleares): Informatiu Balear (카탈루냐어) - 1979년 이래로
  - TVE 카나리아(Canarias): Telecanarias (스페인어) - 1971년 이래로
  - TVE 칸타브리아(Cantabria): Telecantabria (스페인어) - 1984년 이래로
  - TVE 카스티야라만차(Castilla-La Mancha): Noticias de Castilla-La Mancha (스페인어) - 1989년 이래로
  - TVE 카스티야이레온(Castilla y León): Noticias de Castilla y León (스페인어) - 1982년 이래로
  - TVE 카탈루냐(Catalunya): L'informatiu (카탈루냐어) - 1977년 이래로
  - TVE 세우타(Ceuta): Noticias de Ceuta (스페인어)
  - TVE 꼬뮤니탓 발렌시아나(Comunitat Valenciana): L'informatiu-Comunitat Valenciana (발렌시아어) - 1971년 이래로
  - TVE 에스트레마두라(Extremadura): Noticias de Extremadura (스페인어) - 1989년 이래로
  - TVE 갈리시아(Galicia): Telexornal-Galicia (갈리시아어) - 1971년 이래로
  - TVE 라리오하(La Rioja): Informativo La Rioja / Telerioja (스페인어) - 1986년 이래로
  - TVE 마드리드(Madrid): Informativo Madrid (스페인어)
  - TVE 멜리야(Melilla): Noticias de Melilla (스페인어)
  - TVE 무르시아(Murcia): Noticias Murcia (스페인어) - 1982년 이래로
  - TVE 나바라(Navarra): Telenavarra (스페인어) - 1981년 이래로
  - TVE 파이스 바스코(País Vasco): Telenorte (스페인어) - 1971년 이래로

## 로고

1956년 10월 28일부터 1966년 12월 14일까지 사용한 로고.
1966년 12월 15일부터 1991년 9월까지 사용한 로고.
1991년 9월부터 2008년 9월까지 사용한 로고.
2008년부터 현재 사용하고 있는 로고.

## 같이 보기
- 공영 방송
- RTVE
- RNE
- 안테나3